# Nordax Bank
Die Nordax Bank AB ist eine schwedische Bank mit dem Hauptsitz in Stockholm. Sie wurde 2003 gegründet. Nach Übernahme der Norwegian Bank heißt die zugehörige Holding seit Mitte des Jahres 2023 NOBA Holding AB.

## Beschreibung
Die Nordax Bank AB mit Sitz in Stockholm ist ein Tochterunternehmen der Nordax Group AB in Schweden. Die Bank, die 2003 gegründet wurde, hat mehr als 100.000 Kunden in Schweden, Dänemark, Finnland und Deutschland und mehr als 200 Mitarbeiter.  Der Schwerpunkt der Bank liegt im Private Banking und Investment-Banking, das auch die Anlageberatung und das Portfolio-Management umfasst. Die Bank wird durch die Schwedische Finanzaufsichtsbehörde reguliert und auch in Deutschland ist sie bei der BaFin als grenzüberschreitend tätiges Kreditinstitut registriert.
2021 wurde die Norwegian Bank übernommen. Inzwischen ist Nordax eine Marke der NOBA Bank Group AB.

## Einlagensicherung
Als schwedisches Kreditinstitut unterliegt die Bank den entsprechenden Richtlinien der Europäischen Union 94/19/EG, 2009/14/EG und 2014/49/EU. Die schwedische Einlagensicherung („Riksgälden“) garantiert einen maximalen Sicherungsbetrag in Höhe von etwa 90.000 Euro (1.050.000 SEK).

## Einzelbelege
1. 1 2   Geschäftsbericht 2015 (Englisch, Archivlink)
2. ↑  Nasdaq Stockholm AB: Change of company name: Nordax Holding AB (publ) changes name to NOBA Holding AB (publ) (276/23). In: finanznachrichten.de. 7. Juni 2023, abgerufen am 16. Juli 2023.
3. ↑  Nerijus Adomaitis: Sweden's Nordax makes an improved bid for Bank Norwegian parent. In: nasdaq.com, Reuters. 14. Juli 2021, abgerufen am 16. Juli 2023.
4. ↑  Plx Ai: Bank Norwegian Says Board Recommends Takeover Offer from Nordax. In: finanznachrichten.de. 5. August 2021, abgerufen am 16. Juli 2023.
5. ↑  https://www.nordax.de/uber-nordax, abgerufen am 16. Juli 2023
6. ↑  Tagesgeldvergleich: Die besten Zinsen. In: Stiftung Warentest, test.de. Juli 2023, abgerufen am 15. Juli 2023.